# Râul Șpirla Tămașului
Râul Șpirla Tămașului sau Râul Șpirla este un afluent al râului Bârsa Tămașului. 

## Hărți
- Harta Județului Brașov
- Harta Munților Piatra Craiului  Arhivat în 27 mai 2008, la Wayback Machine.